# غيلبرت إتش. دالاس
غيلبرت إتش. دالاس (بالإنجليزية: Gilberte H. Dallas)‏ (1918 - 1960)؛ كاتِبة وشاعرة فرنسية.